# Wielka majówka
Pour plus de détails, voir Fiche technique et Distribution.
Wielka majówka (Wielka majówka) est une comédie polonaise réalisée par Krzysztof Rogulski et sortie en 1981.

## Fiche technique
- Titre en polonais: Wielka majówka
- Réalisation : Krzysztof Rogulski
- Scénario : Krzysztof Rogulski et Marek Rymuszko
- Production : Zespół Filmowy Silesia
- Producteur :
- Image : Jacek Prosiński
- Décors : Teresa Barska
- Costumes : Barbara Minkiewicz
- Musique : Marek Jackowski et le groupe Maanam
- Son :
- Montage : Krzysztof Osiecki
- Directeur de production :
- Langue : polonais
- Format :
- Genre : Comédie
- Durée : 86 minutes (1 h 26)
- Dates de sortie : 23 septembre 1981 (Pologne)

## Distribution
- Zbigniew Zamachowski – Rysiek
- Jan Piechociński – Julek
- Roman Kłosowski – Konopas
- Ryszard Kotys – père de Rysiek
- Anna Moczkowska – Agnieszka
- Ewa Wiśniewska – mère de Agnieszka
- Wiesław Michnikowski
- Zbigniew Buczkowski
- Maciej Borniński
- Krzysztof Kowalewski
- Mariusz Benoit
- Jack Recknitz
- Lech Ordon